# Olivia Block
Olivia Block (* um 1980) ist eine amerikanische Improvisationsmusikerin (Piano, Keyboards, Präpariertes Klavier, Live-Elektronik, Komposition).

## Leben und Wirken
Block spielte zu Beginn ihrer Karriere zunächst Trompete bei Pauline Oliveros und wandte sich seit Ende der 1990er-Jahre der elektroakustischen Musik zu; dabei verwendet sie Field Recordings, digitale Effekte und Synthese. Neben ihren Veröffentlichungen auf Tonträgern produzierte sie Klanginstallationen und Musik für Performances und Filme. Seit ihrem Debütalbum Pure Gaze (1999) kooperierte sie u. a. mit Kyle Bruckmann, Jeb Bishop, Seth Nehil, Ernst Karel, Mark Fry und Greg Kelley (Resolution, 2011). Block schrieb außerdem Kompositionen für Orchester wie das Chicago Composer’s Orchestra.